# Demon Pond
Pour plus de détails, voir Fiche technique et Distribution.
Demon Pond (夜叉ヶ池, Yasha-ga-ike) est une pièce de théâtre filmée par Takashi Miike, la pièce Demon Pond est mise en scène par Keishi Nagatsuka d'après la pièce de Izumi Kyōka écrite en 1913. Le film est sorti en DVD au Japon le 25 mai 2005, puis en France en 2009 par Pathé Distribution.

## Synopsis
Un homme de Tokyo, Gakuen Yamazawa, traverse un village de montagne en revenant d'une excursion estivale. La source du seul ruisseau du petit village est l'étang du Démon. Les habitants croient qu'un dragon y réside et que l'eau est un poison. Là, il rencontre Yuri Hagiwara, une femme qui lui demande de lui raconter une histoire. Il lui en raconte deux, après la seconde, Akira, le mari de Yuri, se réveille et accueille Yamazawa, qu'il connaissait de Tokyo.
Akira avait quitté Tokyo deux ans auparavant il était parti pour aller écouter des histoires de villageois a fini par rester car il a promis à l'ancien sonneur, maintenant décédé, de sonner la cloche locale du village à 6h, 18h & à 2h. Les trois coups de cloches doivent absolument sonner précisément à ces heures car au sinon le Démon de l'étang inonderait les zones peuplées de la vallée de Kotohiki. Akira s'appelle maintenant Yatabei, a épousé Yuri et refuse de retourner à Tokyo malgré l'insistance de Yamazawa. Akira confie à Yuri la tâche de sonner la cloche car il veut accompagner son ami à l'étang du Démon.
Durant son absence, le crabe géant Kanigoro et la carpe Koishichi sont envoyés depuis l'étang par Lady Myriad, l'infirmière de la princesse de l'étang, Shirayuki, pour dire aux villageois qu'il n'y aura pas de pluie malgré leurs offrandes de poteries brisées et de têtes de chats et de chiens. Koishichi raconte que la princesse est amoureuse du prince de l'étang du Serpent qui se trouve au pied du mont Hakusan mais si elle le rejoint, cela provoquera une inondation qui tuera les villageois. Elle reste à l'étang du Démon car les hommes respectent l'ancien pacte en sonnant trois fois par jour la cloche.
Un prêtre poisson-chat nommé Black représentant le prince de l'étang du Serpent vient porteur d'une boîte de la part prince pour la princesse de l'étang du Démon. Il a reçu l'ordre de livrer le colis alors qu'il était emprisonné, lui faisant craindre que la lettre ne contienne des instructions pour que la princesse le mange. Le crabe géant Kanigoro le convainc de l'ouvrir mais ils n'y trouvent que de l'eau.
La princesse Shirayuki, est déterminée à rendre visite au prince, mais sa nourrice, Lady Myriad, lui rappelle qu'elle est liée au pacte depuis ses ancêtres et que si elle ne respecte pas son engagement, elle sera maudite par les dieux. La princesse Shirayuki se précipite pour détruire la cloche qui la retient prisonnière, mais juste au moment où elle est sur le point de la frapper, elle entend Yuri chanter une berceuse à sa poupée. La princesse Shirayuki est étonnée que la berceuse puisse apaiser la douleur de Yuri due à l'absence d'Akira et décide de ne pas détruire la cloche car elle est prise de pitié envers Yuri.
Plus tard dans la nuit, les villageois attaquent Yuri alors qu'elle est toujours seule parce qu'ils ont l'intention de sacrifier la plus belle fille du village sur le dos d'une vache, pour stopper la sécheresse qui a lieu. Ils l'attachent mais elle est libérée par Akira, qui est finalement rentré avant d'être arrivé à destination. Les villageois refusent de laisser Akira emmener Yuri parce qu'ils pensent qu'il est un étranger mais que sa femme appartient au village. Yamazawa arrive et réprimande les villageois de leurs intentions. Il soutient que le Japon ne peut évoluer si on se tient à des traditions dépassées, comme ce sacrifice. Les villageois continuent de réclamer Yuri mais Akira les repousse avec sa faux, Denkichi, un des villageois, se bat contre Akira en utilisant un long couteau. Quand Akira est blessé, Hatsuo, un autre villageois qui admire Yuri, attrape la faux et se bat contre Denkichi jusqu'à ce que Yuri attrape la faux et se tue avec. Pendant ce combat, le temps a filé et Akira n'a pas sonné la cloche à l'heure demandée. Akira dit à Yuri qu'elle avait raison depuis le début, puis se tue lui aussi avec la faux. La princesse, qui est arrivée, car la cloche n'a pas sonnée, réveille Yuri pour chanter une chanson avec elle avant de partir. Ensuite, tout se retrouve submergé, les humains se transforment en poissons .

## Fiche technique
- Titre : Demon Pond
- Titre original : 夜叉ヶ池 (Yasha-ga-ike?)
- Réalisation : Takashi Miike
- Musique : Kōji Endō

## Distribution
- Shinji Takeda : Akira Hagiwara
- Tomoko Tabata : Yuri Hagiwara
- Ryūhei Matsuda : Gakuen Yamazawa
- Yasuko Matsuyuki : la princesse Shirayuki
- Ken'ichi Endō : crabe géant / représentant
- Kitaro : poisson-chat / Takuzen
- Tetsurō Tanba : Yatabei

## Production
Demon Pond est la première production scénique de Miike. La suivante étant Miike Takashi × Aikawa Show: Zatoichi, filmé en 2007 et sorti en DVD l'année suivante au Japon.
La musique est écrite par Kōji Endō, collaborateur fréquent de Miike, qui avait déjà travaillé avec lui sur Rainy Dog (1997), Full Metal Yakuza (1997), The Bird People in China (1998), Young Thugs: Nostalgia (1998), Ley Lines (1999), Audition (1999), Dead or Alive (1999), Man, Next Natural Girl: 100 Nights in Yokohama (1999), The City of Lost Souls (2000), Visitor Q (2001), Agitator (2001), La Mélodie du malheur (2001), Dead or Alive: Final (2002), Sabu (2002), Graveyard of Honor (2002), The Man in White (2003), Gozu (2003), La Mort en ligne (2003), Zebraman (2004), Trois Extrêmes (2004), et Izo (2004).

## DVD
Le DVD est sorti au Japon le 25 mai 2005, il contient une interview du réalisateur Takashi Miike. En 2009 sort un DVD français, édité par Pathé Distribution, sans bonus.